# Любеново (Плевенська область)
Лю́беново (болг. Любеново) — село в Плевенській області Болгарії. Входить до складу общини Никопол.

## Населення
За даними перепису населення 2011 року у селі проживали 209 осіб, з них 203 особи (98,1%) — болгари.
Розподіл населення за віком у 2011 році:
Динаміка населення: